# Bannière de Jalaid
La bannière de Jalaid (扎赉特旗 ; pinyin : Zhālàitè Qí) est une subdivision administrative de la région autonome de Mongolie-Intérieure en Chine. Elle est placée sous la juridiction de la Xing'an.

## Démographie
La population de la bannière était de 390 001 habitants en 1999.